# 誰來鳴響那鐘聲？
《誰來鳴響那鐘聲？》（日语：／ dare ga sonokane wo narasunoka */?）是日本女子偶像組合櫸坂46的第9張單曲，也是最后一张以榉坂46名义发行的单曲，由秋元康作词、辻村有記与伊藤贤作曲，由Sony Music Records于2020年8月21日以数字发行的形式销售。有別於櫸坂46之前發行的單曲，該單曲不設Center（中心成員）。

## 背景及发行
櫸坂46在發行第8張單曲《黑羊》後，营运单位决定要以选拔成员制来选出参加第9张单曲录制的成员。2019年9月8日，营运单位在榉坂46冠名节目《櫸字，會寫嗎？》上宣布选拔成员名单，并选定由平手友梨奈担任Center（中心位置成員）。當時預定的選拔成員如下：
- 第3排：土生瑞穗、渡邊梨加、井上梨名、原田葵、關有美子、上村莉菜、藤吉夏鈴
- 第2排：武元唯衣、菅井友香、森田光、守屋茜、佐藤詩織
- 第1排：小林由依、松田里奈、平手友梨奈、田村保乃、渡邊理佐

但在同年12月8日，营运单位宣布第9张单曲的发行时间延期。2020年1月23日，营运单位在榉坂46官方网站上宣布铃本美愉、织田奈那毕业，佐藤诗织暂停活动，而原定做為Center的平手友梨奈也退出该团。
2020年7月16日，榉坂46举办线上单独公演“KEYAKIZAKA46 Live Online, but with YOU!”，在公演最后，榉坂46队长菅井友香宣布该团将在10月举办最后一场演唱会之后，以新的团体名称重新出发，并首次公开演出这一曲目。而营运单位也在官网宣布单曲的发行时间及发行方式，并注明这张单曲将作为以榉坂46名义发行的最后一张单曲。至於Center（中心位置成員）方面，隊長菅井友香在同月20日播出的文化放送節目《RECOMMEN!》上表示，這首歌曲不設置Center。

## 銷量成績
該單曲的Oricon數位單曲週榜以34,245次下載量排名第一，为2020年度女性组合最高下载量，在告示牌上也以36,509次下載量排名第一。

## 商業合作
《誰來鳴響那鐘聲？》
日本AEON CARD宣傳活動廣告主題曲。
紀錄片《我們的謊言與真實 Documentary of 櫸坂46》主題歌。

## 收錄內容
| 數位下載音樂 | 數位下載音樂     | 數位下載音樂 | 數位下載音樂     | 數位下載音樂     | 數位下載音樂 |
| 曲序         | 曲目             |              | 作曲             | 編曲             | 时长         |
| ------------ | ---------------- | ------------ | ---------------- | ---------------- | ------------ |
| 1.           | 誰來鳴響那鐘聲？ | 秋元康       | 辻村有記、伊藤賢 | 辻村有記、伊藤賢 | 4:05         |

## 選拔成員

### 誰來鳴響那鐘聲？
（中心位置：無）
- 石森虹花、井上梨名、上村莉菜、遠藤光莉、大園玲、大沼晶保、尾關梨香、小池美波、幸阪茉里乃、小林由依、齋藤冬優花、佐藤詩織、菅井友香、關有美子、武元唯衣、田村保乃、土生瑞穗、原田葵、藤吉夏鈴、增本綺良、松田里奈、松平璃子、森田光、守屋茜、守屋麗奈、山崎天、渡邊梨加、渡邊理佐。
  - 發行日當天在籍的所有櫸坂46成員均參與了這首歌曲的錄製。